# Walter von Sanden-Guja

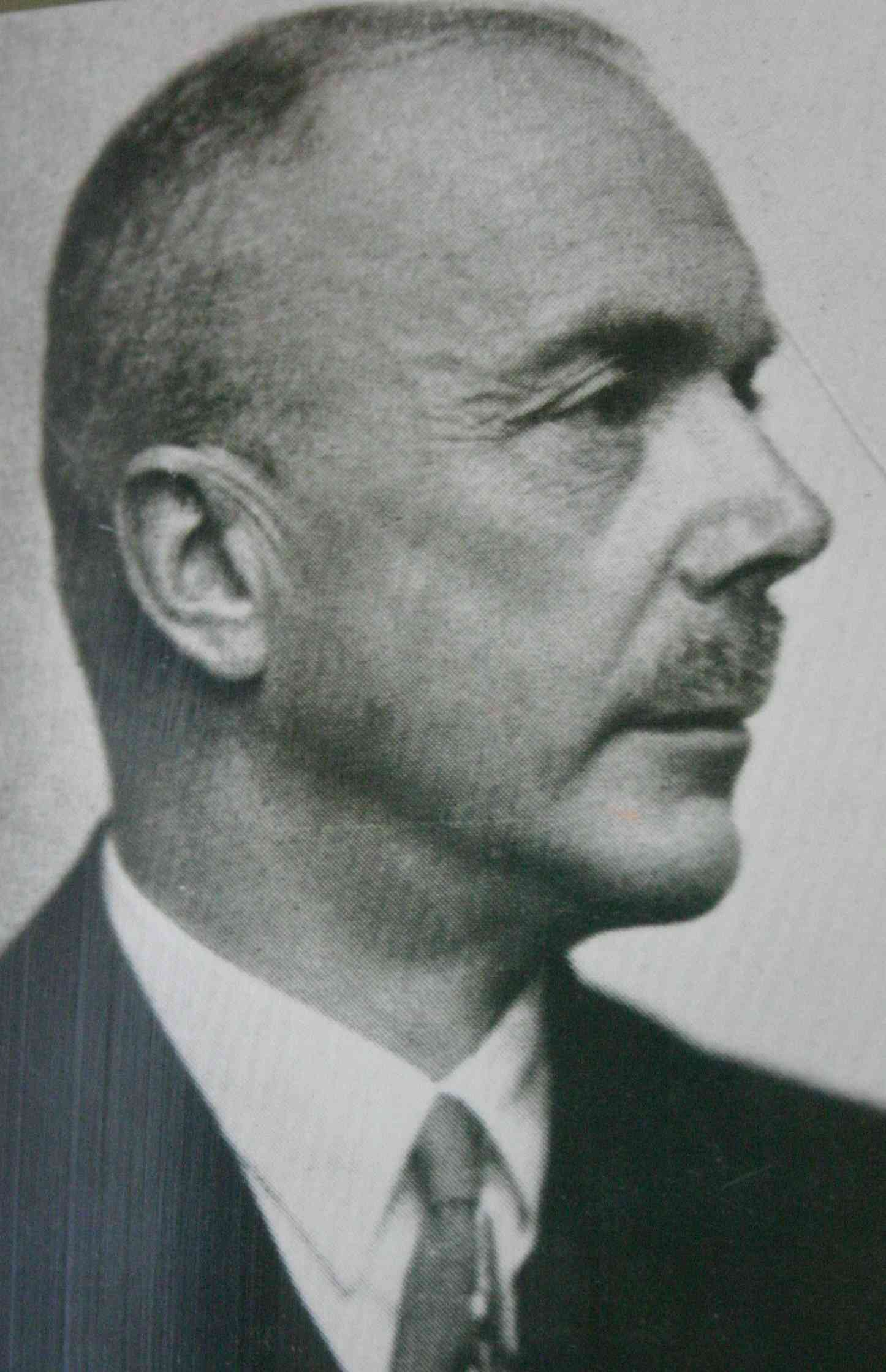
Walter von Sanden-Guja

Walter von Sanden-Guja (* 18. Juni 1888 in Marienwalde, Kreis Darkehmen, Ostpreußen; † 7. Februar 1972 in Hüde, Landkreis Diepholz, Niedersachsen) war ein deutscher Schriftsteller, Naturforscher, Dichter.

## Leben
Seine Eltern waren Alfred von Sanden und Magdelene von Schenk zu Tautenberg. Er hatte noch Geschwister, eine Schwester namens Anna war geboren 1890 in Launingken.
1911 übernahm Walter von Sanden-Guja die elterlichen Güter in Launingken und Klein Guja (nicht mehr existent). 1914 heiratete er Edith von Schlüter und wurde im gleichen Jahr mit Beginn des Ersten Weltkrieges als Offizier zum Militärdienst eingezogen. Nach Kriegsende begann er 1918 mit ersten naturkundlichen Forschungen am Nordenburger See und am Fluss Rawda. Sein erstes Buch Guja – See der Vögel erschien 1933 in Königsberg.
Im Januar 1945 flüchteten Walter von Sanden-Guja und seine Frau Edith vor den näher rückenden Kriegshandlungen über das Frische Haff aus Ostpreußen nach Kärnten. Ab 1946 wohnte er in Gräfenholz (Unterfranken). Seine „zweite Heimat“ fand von Sanden-Guja in Hüde am Dümmer. Für die Veröffentlichung seiner Forschungsergebnisse erhielt er 1958 den Kulturpreis der Landsmannschaft Ostpreußen für Literatur. 1965 wurde Walter von Sanden-Guja mit dem Verdienstkreuz des Niedersächsischen Verdienstordens für seinen Einsatz um den Erhalt des Dümmers ausgezeichnet.

## Leistungen
Walter von Sanden-Guja erforschte die Tier- und Pflanzenwelt Ostpreußens und dokumentierte diese Erkenntnisse in zahlreichen Fotografien und Büchern. In den Jahren des Nationalsozialismus wurden seine Werke zensiert, da er sich nicht in die Parteistruktur einbinden ließ.
Er setzte sich stark für den Erhalt des damals noch relativ unbelasteten Dümmer (Niedersachsen), einen mit einem Ringdeich umschlossenen Flachsee, ein. Die aufkommende landwirtschaftliche Intensivproduktion führte durch Überdüngung zum Sauerstoffverlust des Wassers, der den See biologisch verarmen ließ. Die Verringerung der schädlichen Einwirkungen wie den Bau einer Abwasser-Ringleitung erlebte der Naturforscher nicht mehr.

## Werke
- Guja – See der Vögel, Königsberg/Pr. 1933
- Auf stillen Pfaden, Königsberg/Pr. 1935
- Im Wechsel der Jahreszeiten, Königsberg/Pr. 1937, 2. Auflage Hannover 1966
- Aus der Natur, Erzählungen, Königsberg/Pr. 1937,
- Das gute Land, Königsberg/Pr. 1938, weitere Auflagen in Marburg und München
- Ingo – Die Geschichte meines Fischotters, Tübingen 1939, Stuttgart 1953, München 1972
- Der See der sieben Inseln, Königsberg/Pr. 1942, Marburg 1947
- Kleine stille Welt, Königsberg 1942
- Alles um eine Maus, Gräfe und Unzer Verlag, Königsberg 1942
- Die Gleichnisse und kleine Geschichten, Königsberg 1943
- Der Eisvogel, Marburg 1948
- Die Kraniche vom See, Hamburg 1948
- Guja, Leben am See der Vögel, Hamburg 1949
- Zugvögel, Kitzingen/M. 1950
- Am See der Zwergrohrdommel, Kitzingen/M. 1950
- Der große Binsensee, Stuttgart 1953, 2. erw. Auflage 1960
- Wo mir die Welt am schönsten schien, Hannover 1957
- Überall Leben, Hannover 1959
- Mein Teich und der Frosch, Hannover 1963
- Der fliegende Edelstein, Hannover 1963 (Neuauflage von 'Der Eisvogel' 1948)
- Bunte Blumen überall, Hannover 1963
- Stare unter unserem Dach, Hannover 1964
- Der See unter dem Turiawald, Hannover 1965
- Gedichte, Hannover 1965
- Schicksal Ostpreußen, Hannover 1968
- Die Rauchschwalbe, Hannover 1971
- Edith von Sanden-Guja, Plastiken, ohne Ort und Jahr
- Bunte Blumen überall, Hannover 1963 zusammen mit Edith von Sanden

## Nachlass
Der künstlerische Nachlass befindet sich im Archiv der Kreisgemeinschaft Angerburg in Rotenburg (Wümme). Ein Teil des Nachlasses von Sanden-Guja und seiner Frau Edith befand sich in einer Dauerausstellung im Dümmermuseum in Lembruch, die jedoch nach dem Umbau und der Neueröffnung des Museums im Jahre 2003 nicht mehr übernommen wurde.

## Ehrungen
Am 4. November 2011 wurde durch den Kreistag des Landkreises Diepholz über die Namensgebung der Oberschule Lemförde entschieden. Sie trägt ab diesem Zeitpunkt in Erinnerung an Walter von Sanden-Guja und seiner Ehefrau Edith den Namen Von-Sanden-Oberschule Lemförde.

## Ausstellungen (Auswahl)
- Walter von Sanden-Guja (1888–1972) – Naturschriftsteller aus Ostpreußen; Walter von Sanden-Guja (1888–1972) – pisarz z Prus Wschodnich. Leihausstellung, zweisprachig deutsch-polnisch, des Ostpreußischen Landesmuseums, Lüneburg, 2010[2]

## Genealogie (Auszug)
- Gothaisches Genealogisches Taschenbuch der Briefadeligen Häuser 1911. 5. Jahrgang, Justus Perthes, Gotha 1910, S. 756.
- Marcelli Janecki: Handbuch des Preußischen Adels. Band 1, Hrsg. Königliches Herolds-Amt, E. S. Mittler & Sohn, Berlin 1892, S. 505.